# Relações entre Santa Sé e Vietnã
As relações entre Santa Sé e Vietnã (ou Vietname) são as relações estabelecidas entre a Santa Sé e a República Socialista do Vietnã.

## História
Após a independência, depois de 1954, o governo vietnamita confiscou propriedades da Igreja Católica Apostólica Romana, incluindo a demolição de monastérios para construção de espaços turísticos. Em 2007, católicos realizaram uma série de vigílias de orações a fim de reivindicar a posse das propriedades. As vigílias foram reprimidas pela polícia e o sacerdote Nguyen Van Ly foi sentenciado a oito anos de prisão por propaganda contra o Estado.
Como medida de reverter as tensões e o fato de os Estados nunca terem mantido relações diplomáticas, o primeiro-ministro do Vietnã Nguyen Tan Dung foi recebido no Vaticano em 2007 e o presidente do Vietnã Nguyen Minh Triet foi recebido pelo papa Bento XVI.